# Caroline Lind
Caroline Lind (født 1994) er en dansk sanger. Hun blev opdaget af Universal Studios da hun var 11 år. Hun har ladet sig inspirere af kunstnere som bl.a. Kim Larsen, Akon, Green Day, Shakira og mange flere
I 2006 udgav Caroline Lind albummet Caroline og i 2007 udgav hun albummet Venner. Hun er kendt for hits som "Koonichi Wa", "Hoppe og danse", "Soldater", "1-2-3-4" og "Ninja Boy".
Hun optrådte til festivaler rundt i Danmark, som Langelandsfestival, Nibe Festival, Åh Abe-koncerter og mange flere.
I 2006 modtog Caroline en Guldplade for sit første album Caroline på Mini Zulu Rock i Parken i København.

## Diskografi
- Caroline (2006)
- Venner (2007)

## Ekstern henvisning
- Carolines MySpace-profil
- Caroline Lind på Discogs
- Caroline Lind på MusicBrainz